# ديزوتو
DiesOtto (ديزوتو) هو اسم محرك احتراق داخلي في طور التجربة من صنع شركة مرسيدس-بنز (Mercedes-Benz).
يستخدم هذا المحرك وقود البنزين لكنه يعمل تماما كمحرك الديزل.